# Schönau im Mühlkreis
Schönau im Mühlkreis ist eine Gemeinde in Oberösterreich im Bezirk Freistadt im Mühlviertel mit 1998 Einwohnern (Stand 1. Jänner 2024).

## Geografie
Der Ort Schönau im Mühlkreis liegt auf 635 Meter Höhe im Mühlviertel. Schönau ist eine großflächige Gemeinde, die im Norden von der Waldaist, im Süden von der Kleinen Naarn begrenzt wird. Die Ausdehnung beträgt von Nord nach Süd 9,7 und von West nach Ost 8,5 Kilometer. Die Gesamtfläche umfasst 38,53 Quadratkilometer. Davon sind 49 Prozent bewaldet und 46 Prozent werden landwirtschaftlich genutzt.

### Gemeindegliederung
Das Gemeindegebiet umfasst folgende 17 Ortschaften (in Klammern Einwohnerzahl Stand 1. Jänner 2024):
- Almblick (25)
- Am Berg (89)
- Fürling (80)
- Hofing (73)
- Kaining (84)
- Kollnedt (6)
- Niederndorf (130) samt Hahneder
- Oberndorf (196) samt Bauxlehner und Edlau
- Oberwolfgrub (22)
- Pehersdorf (56)
- Prandegg (58)
- Schönau im Mühlkreis (905)
- Sonnblick (54)
- Steinbichl (26)
- Straß (81)
- Unterniederndorf (22)
- Wolfgrub (91)

Die Gemeinde besteht aus den Katastralgemeinden Kaining, Prandegg und Schönau im Mühlkreis.
Die Gemeinde gehört zum Gerichtsbezirk Perg.
Schönau ist Mitglied des Verbandes für Regional- und Tourismusentwicklung Mühlviertler Alm.

### Nachbargemeinden
|          | St. Leonhard                                | Kaltenberg      |
| Gutau    | Kompassrose, die auf Nachbargemeinden zeigt | Unterweißenbach |
| Bad Zell |                                             | Pierbach        |

## Geschichte
Schönau ist eine Gründung der Herren von Machland, urkundlich um 1230. Die Pfarre wurde im Verlauf des 13. Jahrhunderts erstmals erwähnt. Die Pfarrkirche ist dem hl. Jakobus geweiht, und zur Zeit der mittelalterlichen Fernwallfahrten führte ein Pilgerweg von Polen kommend nach Santiago de Compostela in Spanien durch den Ort.
Der Dreißigjährige Krieg und die Wiener Türkenbelagerung verschonten Schönau. Im Jahr 1536 kaufte der Protestant Hilleprant Jörger die Burg Prandegg von den Regensburgern. Der Jörger machte aus Schönau einen Stützpunkt der neuen Religion. Mit der Gegenreformation wurde auch die Schönauer Bevölkerung wieder mehrheitlich katholisch. Aus der Zeit 1660 bis 1730 hielt der Aberglaube Einzug und ein Fall eines Hexenprozesses ist überliefert. Bis 1848 war das Gemeindegebiet weiteren Herrschaften unterstellt, hauptsächlich der Herrschaften Prandegg, Schloss Zellhof, Schwertberg und Ruttenstein.
1848 folgte die Verwaltungsänderung und Schönau wurde eine Gemeinde. Seit 1918 gehört der Ort zum Bundesland Oberösterreich. Im Jahr 1920 gab die Gemeinde Notgeld heraus, um die wirtschaftlichen Belastungen zu mindern.
Nach dem Anschluss Österreichs an das Deutsche Reich am 13. März 1938 gehörte der Ort zum „Gau Oberdonau“. Nach 1945 lag Schönau in der sowjetischen Besatzungszone und nach 1955 erfolgte ein Aus- und Neubau der Infrastruktur. Die Gemeinde gehörte bis Ende 2002 zum Gerichtsbezirk Unterweißenbach, von 2003 bis 2013 zum Gerichtsbezirk Pregarten, und wurde per 1. Jänner 2013 dem Gerichtsbezirk Perg zugeteilt.

### Bevölkerungsentwicklung
Im Jahr 1869 wohnten im Gemeindegebiet 1667 Menschen. Bis 1971 schwankte die Bevölkerungszahl um diesen Wert und wuchs kaum. Im Jahr 1991 hatte die Gemeinde 1823 Einwohner, bei der Volkszählung 2001 nur 1818, was einem Rückgang von 0,3 % entspricht. Am 1. Jänner 2008 verzeichnete die Gemeinde 1885 Einwohner, den höchsten Stand in der Geschichte und es zeigt sich eine Zunahme der Bevölkerung. Die Bevölkerung entwickelt sich aufgrund der Erschließung neuer Baugründe weiter positiv. Durch die immer besser werdenden Verkehrswege rückt Schönau näher zu Linz: in einer halben Autostunde erreicht man die Stadteinfahrt im Norden.
Bei der Volkszählung 2001 betrug der Anteil der Einwohner, die 60 Jahre und älter waren, 18,3 %; 20,6 % waren unter 15 Jahre alt. Der Anteil der weiblichen Bevölkerung lag bei 49,8 %.
Von den 1443 Bewohnern Schönaus, die 2001 über 15 Jahre alt waren, hatten 1,9 % eine Universität, Fachhochschule oder Akademie abgeschlossen. Weitere 5,4 % hatten eine Matura absolviert, 46 % hatten einen Lehrabschluss oder eine berufsbildende mittlere Schule besucht und 46,6 % aller Schönauer hatten die Pflichtschule als höchsten Abschluss.

### Herkunft und Sprache
Der deutsche Dialekt, der im Raum Schönau sowie in Oberösterreich allgemein gesprochen wird, ist das Mittelbairische. 99,7 % der Schönauer gaben 2001 Deutsch als Umgangssprache an. Weitere 0,1 % sprachen hauptsächlich tschechisch, der Rest sprach andere Sprachen.
Der Anteil der Schönauer mit ausländischer Staatsbürgerschaft lag 2001 mit 0,9 % weit unter dem Durchschnitt Oberösterreichs. Dabei hatten 0,1 % der Schönauer Bevölkerung eine Staatsbürgerschaft aus Bosnien-Herzegowina, 0,4 % eine aus Deutschland und 0,4 % entfielen auf sonstige Staatsbürger. Insgesamt waren 2001 etwa 0,8 % der Schönauer in einem anderen Land als in Österreich geboren.

## Kultur und Sehenswürdigkeiten

### Bauwerke

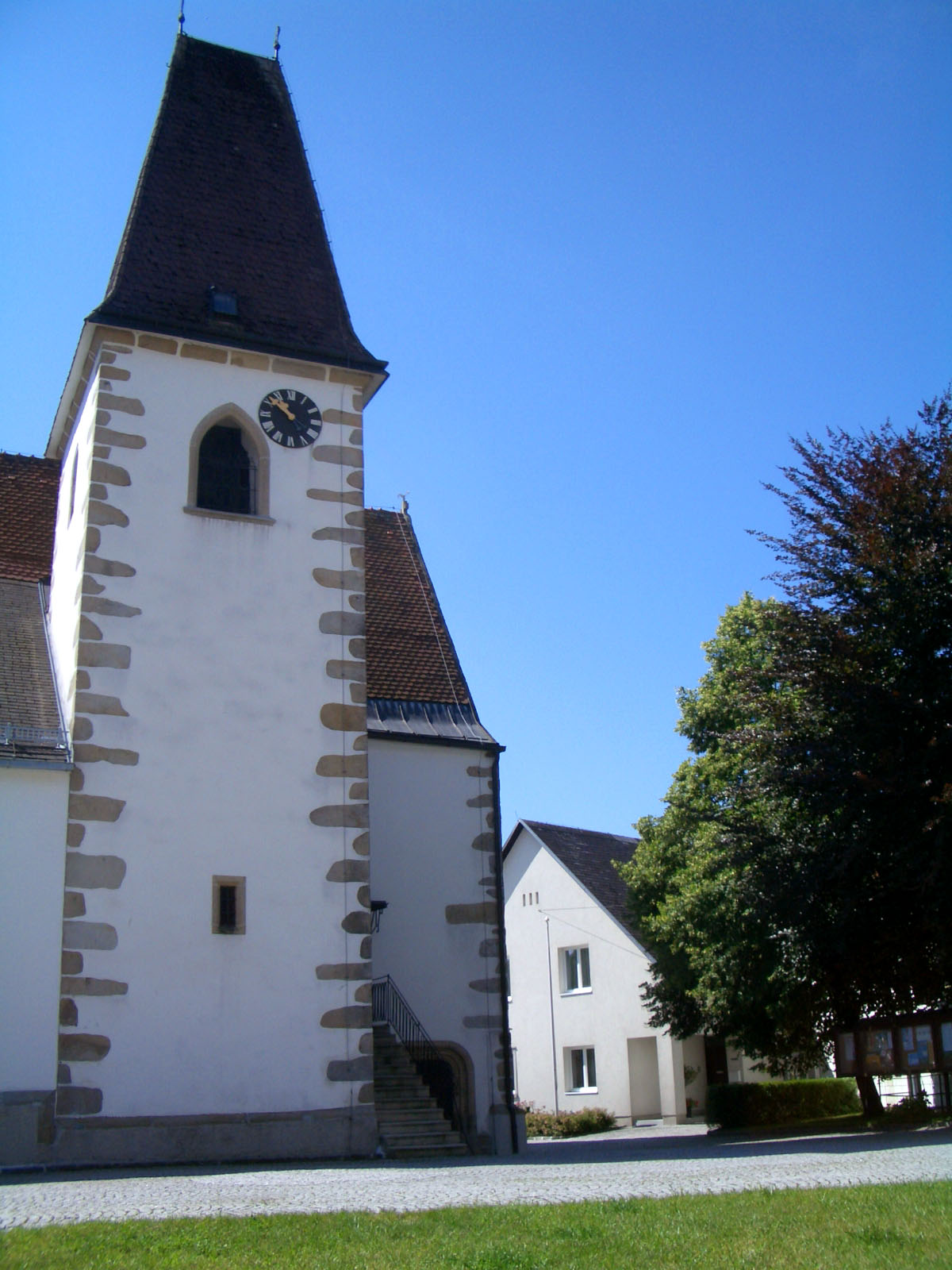
Pfarrkirche Schönau im Mühlkreis

- Die Burgruine Prandegg ist eine mächtige Burgruine im Gemeindegebiet.
- Burgstall Rametstein
- Katholische Pfarrkirche Schönau im Mühlkreis hl. Jakobus: Die Kirche wurde um 1230 erstmals urkundlich erwähnt, ursprünglich eine Filialkirche von Naarn. Die Mauern des Langhauses sind noch romanisch, der niedrige, gedrungene Kirchturm stammt aus dem 13./14. Jahrhundert. Um 1516 kam es zur gotischen Umgestaltung des Langhauses (Netzrippengewölbe). 1968 Erweiterung der Kirche: Abbruch des gotischen, barockisierten Chores und der gotischen Westempore durch Anton Zemann, Entfernung der neugotischen Einrichtung. Der moderne Erweiterungsbau ist asymmetrisch an das alte Kirchenschiff angefügt, darin der Altarraum, die Taufkapelle, die Sakristei und die neue Orgelempore. Die Einrichtung ist aus verschiedenen Einzelteilen zusammengestellt. Die Orgel (1993) mit 2 Manual und 18 Register stammt von der Oberösterreichischen Orgelbauanstalt St. Florian. Im Kirchturm hängen 4 Glocken (g, b, d, h).

### Naturdenkmäler
- Herrgottsitz: Ein Schalenstein und angeblich eine frühchristliche Kult- und Opferstätte.
- Zwei Pechölsteine wurden 1984 zu Naturdenkmalen Oberösterreichs erklärt (Nr. 248 und 249), siehe auch Pechölbrennen im östlichen Mühlviertel

### Sport
Schönau verfügt über ein kleines Schigebiet Stoaninger Alm mit einem Schlepplift und zwei Pisten. Im Sommer steht eine Speed-Gleit-Bahn zur Verfügung.
Schönau hat eine Fußballmannschaft, die seit dem Jahr 2006 in der 1. Klasse Nord-Ost spielt. Seit der Gründung 1973 spielte die Mannschaft zunächst in der „Stoaliga“ und stieg dann in den Spielbetrieb in der 2. Klasse ein.

## Wirtschaft und Infrastruktur

### Verkehr
- Straße: Schönau im Mühlkreis wird von der Riedmark Landesstraße L 576 von Nordosten Richtung Südwesten durchquert.
- Wege: Durch das Gemeindegebiet führt der überregionale Wander- und Pilgerweg Johannesweg.

### Bildung
Im Ort stehen ein Kindergarten, eine Volksschule und eine Bücherei zur Verfügung.

### Sicherheit
Im Gemeindegebiet existieren zwei Freiwillige Feuerwehren, in Schönau und Oberndorf.

## Politik

### Gemeinderat
Der Gemeinderat hat 19 Mitglieder.
- Mit den Gemeinderats- und Bürgermeisterwahlen in Oberösterreich 2003 hatte der Gemeinderat folgende Verteilung: 12 ÖVP und 7 SPÖ.
- Mit den Gemeinderats- und Bürgermeisterwahlen in Oberösterreich 2009 hatte der Gemeinderat folgende Verteilung: 14 ÖVP und 5 SPÖ.[6]
- Mit den Gemeinderats- und Bürgermeisterwahlen in Oberösterreich 2015 hatte der Gemeinderat folgende Verteilung: 14 ÖVP und 5 SPÖ.[7]
- Mit den Gemeinderats- und Bürgermeisterwahlen in Oberösterreich 2021 hat der Gemeinderat folgende Verteilung: 14 ÖVP und 5 SPÖ.[8][9]

Ab dem Jahr 1945 erreichte die ÖVP bis 1997 immer die absolute Mehrheit. Zweitstärkste Partei wurde jeweils die SPÖ. Die FPÖ wurde immer die drittstärkste Partei, trat aber nur 1991 und 1997 an. 2003 wurde die ÖVP mit 62,3 % stimmenstärkste Partei und regierte mit absoluter Mehrheit. 2009 konnte die ÖVP diese absolute Mehrheit auf 71,3 % ausbauen.
2015 verlor die ÖVP zwar leicht, konnte aber mit 70,9 % der Stimmen die absolute Mehrheit deutlich halten.

### Bürgermeister
Bürgermeister der Gemeinde seit 1850 waren:
- 1850–1861 Franz Ahorner
- 1861–1876 Philipp Undesser
- 1876–1879 Ignatz Naderer
- 1879–1884 Johann Wenigwieser
- 1884–1888 Franz Katzenschläger
- 1888–1894 Michael Schmalzer
- 1894–1897 Johann Praher
- 1897–1912 Franz Giretzlehner
- 1912–1924 Heinrich Fröhlich
- 1924–1935 Leopold Wiesinger
- 1935–1942 Anton Panholzer
- 1942–1945 Johann Reisner
- 1945–1945 Ignaz Lumetzberger
- 1945–1948 Anton Panholzer
- 1948–1961 Lambert Langthaler
- 1961–1973 Franz Gusenleitner
- 1973–1996 Johann Gradl
- 1996–2008 Efrem Kriechbaumer (ÖVP)
- seit 2008 Herbert Haunschmied (ÖVP)

### Wappen
Beschreibung des Gemeindewappens: In Gold zwei schwarze, schräggekreuzte Brände, darunter eine rote Muschel.
Die Brände sind ein Wappenbild des Ministerialengeschlechtes der Pranter, die Anfang des 13. Jahrhunderts die erste Burg Prandegg errichteten. Die rote Muschel steht für den heiligen Jakobus der Ältere, dem Kirchenpatron, und symbolisiert eine Pilgermuschel. Die Gemeindefarben sind Rot-Gelb.
Die Verleihung des Gemeindewappens und der Gemeindefarben erfolgte am 24. April 1972.

### Partnerschaften
Die Gemeinde führt eine Partnerschaft mit der polnischen Gemeinde Gizalki. Gizalki ist Teil des Landkreises Plescew, welcher wiederum Partnerlandkreis des Landkreises Ammerland ist.

## Persönlichkeiten
- Hans Viehböck (* 1953): Schriftsteller, Musiker